# Ditlev Thaanum
Ditlev Due Thaanum (* 11. Februar 1867 in Aalborg, Jütland, Dänemark; † 24. Oktober 1963 in Honolulu, Hawaii), auch als David Thaanum bekannt, war ein US-amerikanischer Amateur-Schneckenforscher und -sammler dänischer Herkunft.

## Leben und Wirken
Im Alter von neun oder zehn Jahren wurde Ditlev Thaanum zu einer Drucker- und Verlegerfamilie geschickt, wo er 1886 seine Lehrzeit beendete. 1894 brach er zu einer geplanten Weltumseglung auf. Er blieb jedoch in Honolulu hängen, wo er ein großes Interesse am Sammeln von Schnecken entwickelte. 1907 heiratete er Myrtle Kuhns. Zusammen mit seinem Schwager Daniel Kuhns, der später seinen Namen in Langford änderte, trug er Kollektionen der Landschneckenfamilien Achatinellidae und Amastridae zusammen. 1924 nahm Thaanum an der Tanager-Expedition zu den nordwestlichen Hawaii-Inseln teil. Ein Großteil von Thaanums Sammlung, die aus 4000 Paratypen von  Meeres-, Land- und Süßwasserschnecken besteht, wurde von Henry Augustus Pilsbry und Charles Montague Cooke beschrieben und 1953 dem Museum of Comparative Zoology der Harvard University präsentiert. Obwohl Thaanum im Druckerwesen arbeitete, gibt es keine eigenen Veröffentlichungen von ihm. 

## Dedikationsnamen
Die Gattung Thaanumella und 30 Schneckentaxa, darunter Amastra thaanumi, Terebra thaanumi sowie die inzwischen ausgestorbene Art Achatinella thaanumi, sind nach Ditlev Thaanum benannt worden.